# Cozy Powell

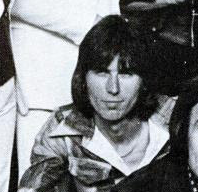
Cozy Powell (1974)

Cozy Powell (* 29. Dezember 1947 in Cirencester, England; † 5. April 1998 in Bristol, England, bürgerlich Colin Flooks) war ein britischer Schlagzeuger, der vor allem in Hardrock- und Heavy-Metal-Bands wie z. B. Rainbow und The Michael Schenker Group spielte.

## Leben
Powell begann seine musikalische Karriere 1965 mit den Brüdern Dennis und Dave Ball. Die Gruppe trat unter verschiedenen Namen auf, erstmals als The Sorcerers im Rahmen einiger Auftritte in Frankfurt am Main. Bald darauf wurde der Name zu Youngblood geändert und ein Vertrag beim Label Pye unterschrieben. Zudem arbeitete die Gruppe mit dem Ex-Move-Bassisten Ace Kefford als Ace Kefford’s Stand für eine Single zusammen. Die Ball-Brüder hatten Kefford im Rahmen ihrer anderen musikalischen Aktivitäten bei den Yardbirds und Danny King’s Mairfrair Set kennengelernt.
In dieser Zeit stieß Frank Aiello zu der Gruppe, die sich nunmehr Big Bertha (1969–1970), Beast und etwas später Bedlam (1972–1973) nannte. Offiziell löste sich die Gruppe kurz nach dem Bedlam-Album auf, doch Powell griff in den folgenden Jahren stets auf seine ehemaligen Mitstreiter zurück, sei es für die folgenden drei Solosingles oder das spätere Projekt Hammer.
1971 schloss er sich für zwei Alben der Jeff Beck Group an.
Es folgte eine Tour in Deutschland mit Big Bertha. Ausschnitte der Tour sind zwischenzeitlich auf CD veröffentlicht worden. Seine danach veröffentlichte Solosingle Dance With the Devil erreichte 1973 in den britischen Charts Platz 3 und in Deutschland Platz 4. Weitere Chartsingles waren Na Na Na (Deutschland: Platz 16) und The Man in Black (Platz 24), letzteres ein Instrumentalstück wie Dance with the Devil.
Die vorgenannten Titel wurden nicht auf Langspielplatten veröffentlicht. Sie gelten heute als seltene Sammlerstücke, die gelegentlich auf CD-Samplern erhältlich sind. In neu gemasterten Versionen sind alle drei Singles (A-Seiten) auf dem Sampler Dynamite – The Best of Glam Rock enthalten.
Aufgrund fehlender weiterer kommerzieller Erfolge zweier von ihm angeschobener Bandprojekte, Bedlam und Cozy Powell’s Hammer, kehrte er dem Musikgeschäft Mitte der 1970er Jahre für kurze Zeit den Rücken und fuhr Autorennen, unter anderem in der Formel Ford.
1976 schloss er sich Ritchie Blackmores Band Rainbow an, die er 1980 nach vier Alben wieder verließ. Cozy Powell spielte mit einer ganzen Reihe von bekannten Bands – mit der Michael Schenker Group von 1981 bis 1982, Whitesnake von 1982 bis 1984, dann 1986 mit Keith Emerson und Greg Lake als Emerson, Lake & Powell, dann 1988/1989 mit Gary Moore und mit Unterbrechungen bei Black Sabbath von 1989 bis 1995.
Er unterstützte Peter Green bei seinem erfolgreichen Comeback und den Judas-Priest-Gitarristen Glenn Tipton auf seinem Soloalbum. Er spielte zusammen mit Ray Gillen auch einige Demos mit Blue Murder ein, verließ die Band zusammen mit diesem aber, ohne ein Album aufzunehmen.
Powell war Mitglied der Brian May Band und spielte auf Mays zweitem Soloalbum Back to the Light und der anschließenden Tour. Er ist somit auch auf dem Brian-May-Livealbum Live at Brixton Academy zu hören und gehörte auch bei Mays Album Another World (1998) mit zur Band. Für Herbst 1998 war eine Tournee geplant, die Powell jedoch nicht mehr erlebte. Seine letzte Aufnahme war – laut Colin Blunstone – Losing You auf dem Album The Light Inside von Colin Blunstone.
Powell verunglückte am 5. April 1998 bei einem selbst verschuldeten Autounfall auf der M4, einem Teil der Europastraße 30, nahe Bristol tödlich. Er wurde auf dem Handy von seiner Freundin angerufen und verlor die Kontrolle über sein fast 170 km/h fahrendes Auto.

## Bedeutung
Sein Stil, spielerisch und optisch (Doublebass und zwei Hänge-Toms, jeweils symmetrisch angeordnet, zwei Stand-Toms, Snare, Hi-Hat, sechs Becken), mit simplen und doch explosiven Soli, hat etliche Heavy-Metal-Schlagzeuger beeinflusst. Der Autor Matthias Penzel hat Powell für Zeitschriften wie drums&percussion, Metal Hammer und F1 Racing mehrmals interviewt und ihm eine Kurzgeschichte gewidmet. Der Rolling Stone listete ihn 2016 auf Rang 50 der 100 größten Schlagzeuger aller Zeiten.

## Diskografie

### Alben
| Jahr | Titel        | Höchstplatzierung, Gesamtwochen, AuszeichnungChartsChartplatzierungen (Jahr, Titel, Platzierungen, Wochen, Auszeichnungen, Anmerkungen) | Anmerkungen |
| Jahr | Titel        | UK | Anmerkungen |
| ---- | ------------ | --- | ----------- |
| 1980 | Over the Top | UK34 (3 Wo.)UK |             |
| 1981 | Tilt         | UK58 (4 Wo.)UK |             |
| 1983 | Octopuss     | UK86 (1 Wo.)UK |             |

Weitere Alben
- 1992: The Drums Are Back …
- 1998: Especially for You
- 1999: K2 (Tales of Triumph & Tragedy) (Don Airey feat. Gary Moore, Cozy Powell, Chris Thompson und Colin Blunstone)
- 2006: Edge of the World (Tipton, Entwistle und Powell)

### Kompilationen
- 1997: The Best of Cozy Powell
- 1998: Master Series
- 2005: The Early Years (5–CD–Box)

### Singles
| Jahr | Titel Album            | Höchstplatzierung, Gesamtwochen, AuszeichnungChartplatzierungen (Jahr, Titel, Album, Platzierungen, Wochen, Auszeichnungen, Anmerkungen) | Höchstplatzierung, Gesamtwochen, AuszeichnungChartplatzierungen (Jahr, Titel, Album, Platzierungen, Wochen, Auszeichnungen, Anmerkungen) | Höchstplatzierung, Gesamtwochen, AuszeichnungChartplatzierungen (Jahr, Titel, Album, Platzierungen, Wochen, Auszeichnungen, Anmerkungen) | Anmerkungen |
| Jahr | Titel Album            | DE | UK | US | Anmerkungen |
| ---- | ---------------------- | --- | --- | --- | ----------- |
| 1973 | Dance with the Devil – | DE4 (17 Wo.)DE | UK3 Silber · (15 Wo.)UK | US49 (9 Wo.)US |             |
| 1974 | The Man in Black –     | DE24 (5 Wo.)DE | UK18 (5 Wo.)UK | — |             |
| 1974 | Na Na Na –             | DE16 (9 Wo.)DE | UK10 (10 Wo.)UK | — |             |
| 1979 | Theme One –            | — | UK62 (2 Wo.)UK | — |             |

Weitere Singles
- 1980: The Loner
- 1980: Heidi Goes to Town
- 1981: Sooner or Later
- 1981: The Right Side
- 1992: The Drums Are Back …
- 1993: Resurrection (Brian May mit Cozy Powell)

## Beteiligungen als Gastmusiker sowie als festes Gruppenmitglied
- 1971: Rough & Ready – Jeff Beck Group
- 1971: Clowns – Ed Welch
- 1972: Jeff Beck Group – Jeff Beck Group
- 1972: A Writer of Songs – Harvey Andrews
- 1972: Clotho’s Web – Julie Felix
- 1973: Cosmic Wheels – Donovan
- 1973: Bedlam – Bedlam
- 1973: You and Me – Chick Churchill
- 1973: Nigel Lived – Murray Head
- 1974: First of the Big Bands – Tony Ashton / Jon Lord
- 1975: Peter & The Wolf – Various
- 1975: Every Word You Say (Is Written Down) – Peter Sarstedt
- 1975: The First Starring Role – Bob Sargeant
- 1976: Rising – Rainbow
- 1976: Fourteen Greatest Hits – Hot Chocolate
- 1977: On Stage – Rainbow
- 1978: Long Live Rock & Roll – Rainbow
- 1979: Down to Earth – Rainbow
- 1979: And About Time Too – Bernie Marsden
- 1981: Look at Me Now – Bernie Marsden
- 1981: MSG – Michael Schenker Group
- 1981: Line Up – Graham Bonnet
- 1982: One Night at Budokan – Michael Schenker Group
- 1982: Before I Forget – Jon Lord
- 1982: Pictures at Eleven – Robert Plant
- 1984: Slide It In – Whitesnake
- 1985: Phenomena – Phenomena
- 1985: Under a Raging Moon – Roger Daltrey
- 1986: Finyl Vinyl – Rainbow
- 1986: Emerson, Lake & Powell – Emerson, Lake & Powell
- 1987: Who the Am Dam – Boys Don’t Cry
- 1987: Sanne Salomonsen – Sanne Salomonsen
- 1987: Forcefield I – Forcefield
- 1987: Super Drumming – Pete York / Cozy Powell
- 1988: Long Cold Winter – Cinderella
- 1988: Southern Region Breakdown – James Darby
- 1988: K.2. – Don Airey
- 1988: Forcefield II – Forcefield
- 1989: After the War – Gary Moore
- 1989: Headless Cross – Black Sabbath
- 1989: Timewatch – Minute by Minute
- 1989: To Oz and Back – Forcefield
- 1990: Live in Germany 1976 – Rainbow
- 1990: Tyr – Black Sabbath
- 1991: Let the Wild Run Free – Forcefield
- 1992: Instrumentals – Forcefield
- 1992: Back to the Light – Brian May
- 1994: Live at the Brixton Academy – The Brian May Band [live]
- 1995: Forbidden – Black Sabbath
- 1995: The Music of Jimi Hendrix – Various
- 1996: The Sabbath Stones – Black Sabbath
- 1997: Baptism of Fire – Glenn Tipton
- 1997: Splinter Group – Peter Green
- 1997: SAS Band – SAS Band
- 1997: Facing the Animal – Yngwie Malmsteen
- 1998: Another World – Brian May
- 2006: Live in Munich 1977 – Rainbow
- 2006: Deutschland-Tournee 1976 · Kölner Sporthalle, 25. September 1976 – Rainbow
- 2006: Deutschland-Tournee 1976 · Düsseldorf Philipshalle, 27. September 1976 – Rainbow
- 2008: Live in Moscow 1989 – Black Sabbath